# Chi Đông hầu
Đông hầu (danh pháp khoa học: Turnera) hay Hoa thời chung, là tên của một chi thực vật có hoa thuộc họ Lạc tiên (Passifloraceae). Tên chi Turnera được đặc theo tên nhà tự nhiên học người Anh William Turner (1508–1568). Chi này chứa trên 140 loài, là các loài đặc hữu nhiệt đới và cận nhiệt đới vùng Trung Nam Mỹ và bang Texas (Hoa Kỳ); Đông hầu sa mạc (T. oculata) và Đông hầu Thomas (T. thomasii) là hai loài đông hầu duy nhất được tìm thấy ở châu Phi. Đông hầu trắng (T. subulata) và đông hầu vàng (T. ulmifolia) là hai loài được sử dụng làm cây trang trí phổ biến và đã được du nhập vào các nước châu Á, Hawaii và các tiểu bang miền Nam Hoa Kỳ. Đông hầu damiana (T. diffusa) là loài có dược tính, gây thư giản và kích thích tình dục, được sử dụng trong y học dân gian chữa trị chứng yếu sinh lý ở nam giới và rối loạn kinh nguyệt ở phụ nữ. Người Maya cổ đại đã cũng sử dụng loài này trong chữa trị chứng choáng váng và mất thăng bằng. Tuy nhiên, một số loài đông hầu (T. diffusa, T. ulmifolia, T. hassleriana) có chứa một hàm lượng cyanide hữu cơ nhất định, việc sử dụng quá mức có thể dẫn đến ngộ độc gây tử vong.

## Các loài

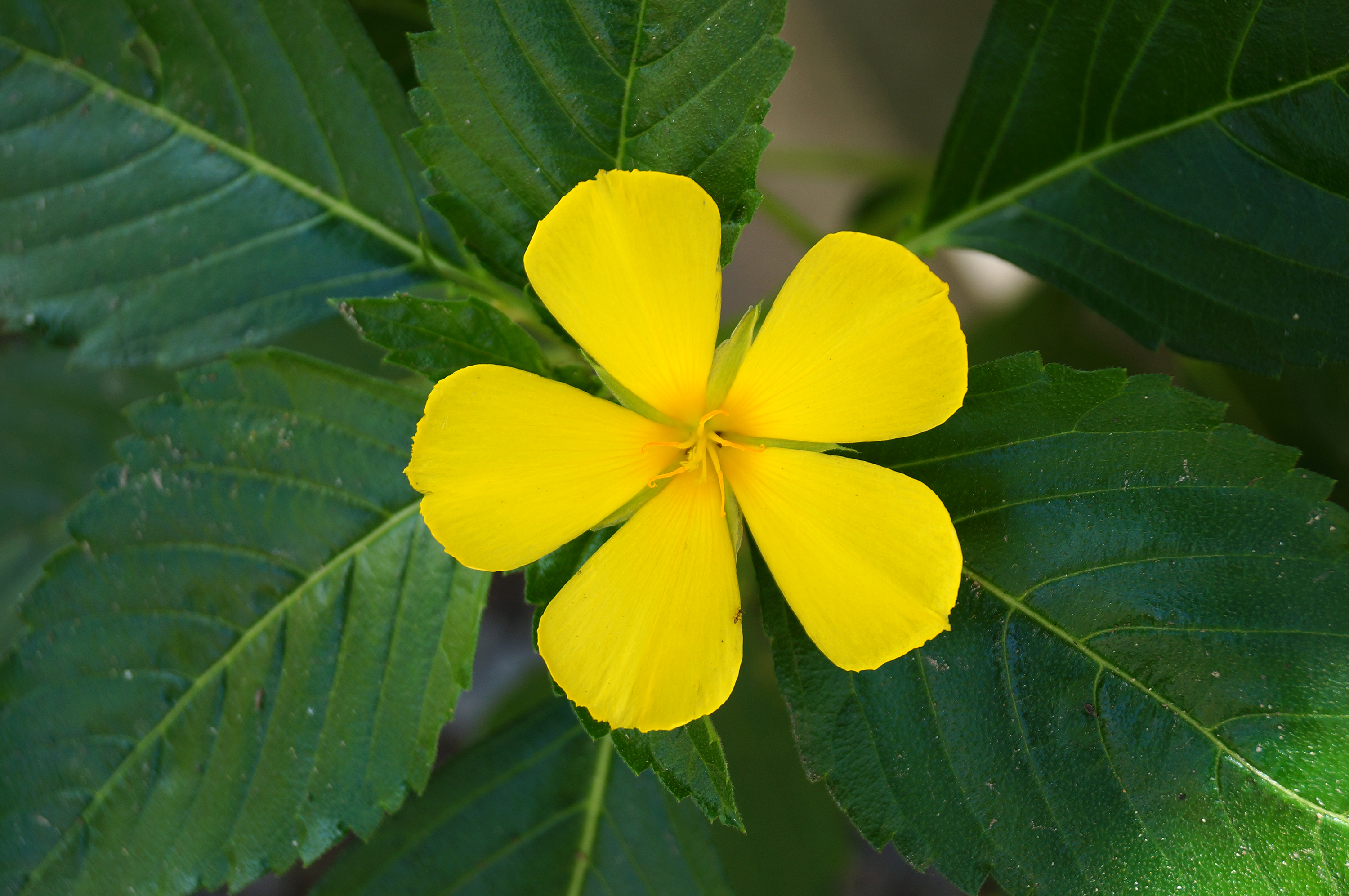
Turnera ulmifolia

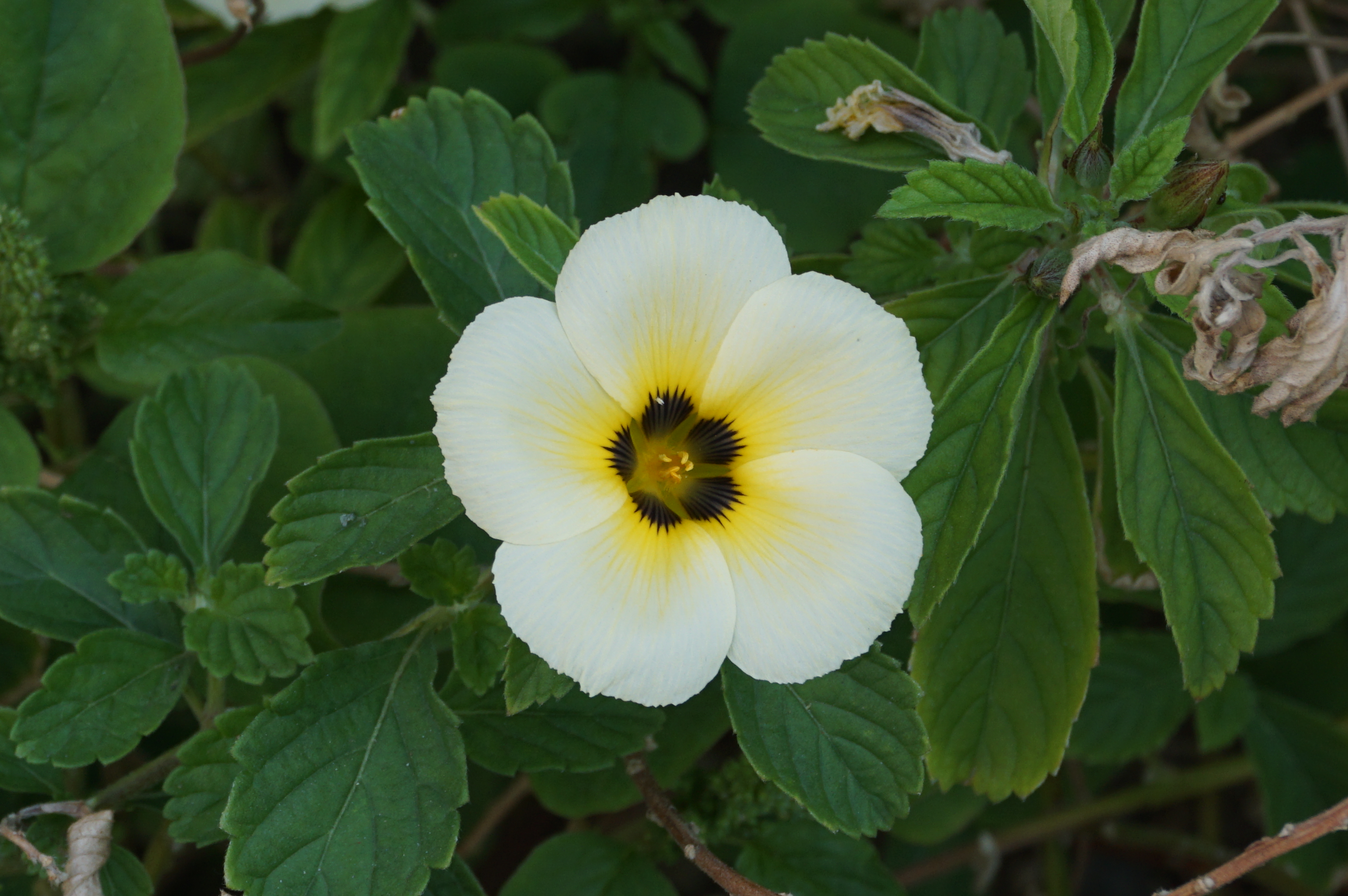
Turnera subulata

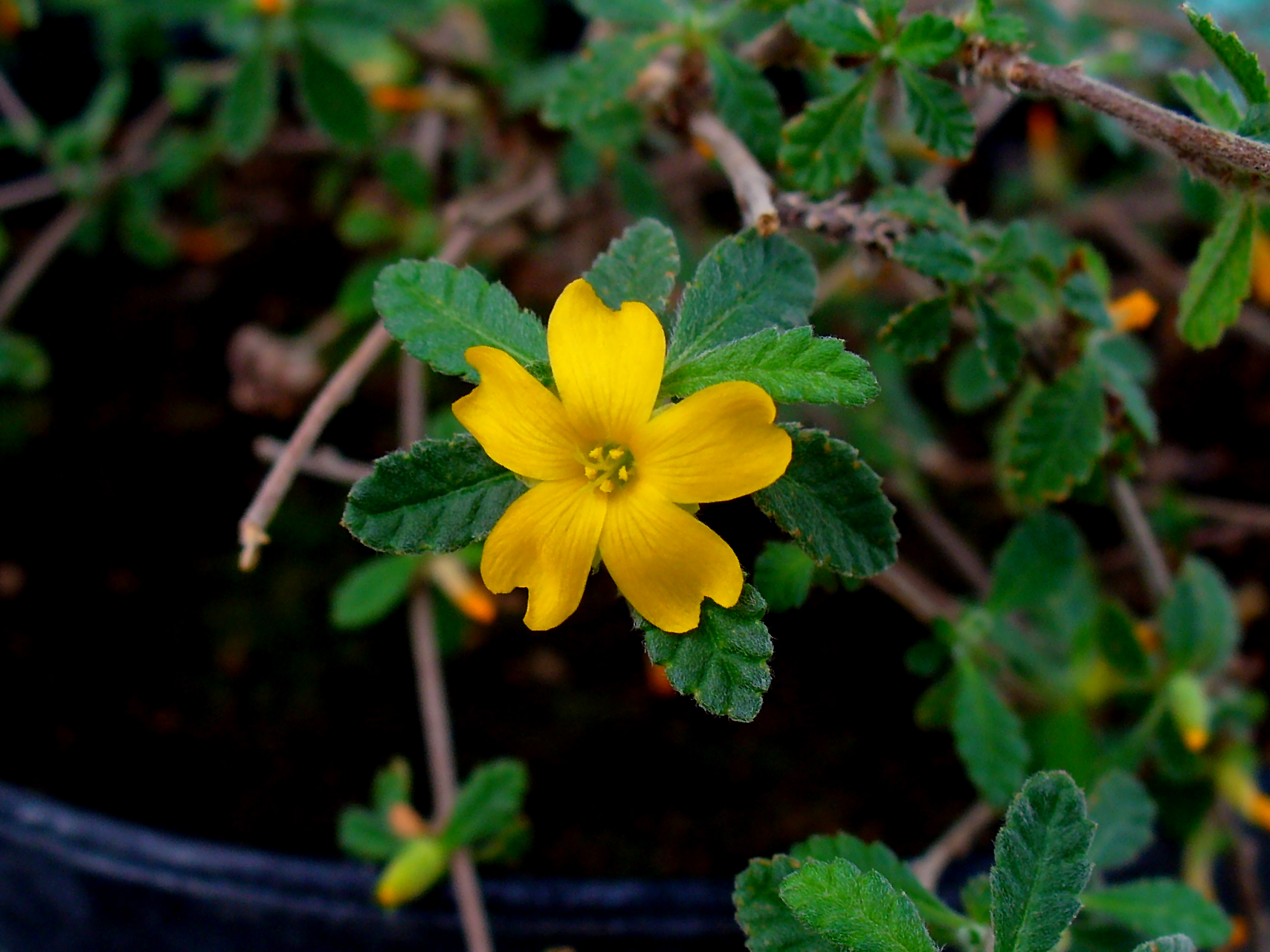
Turnera diffusa

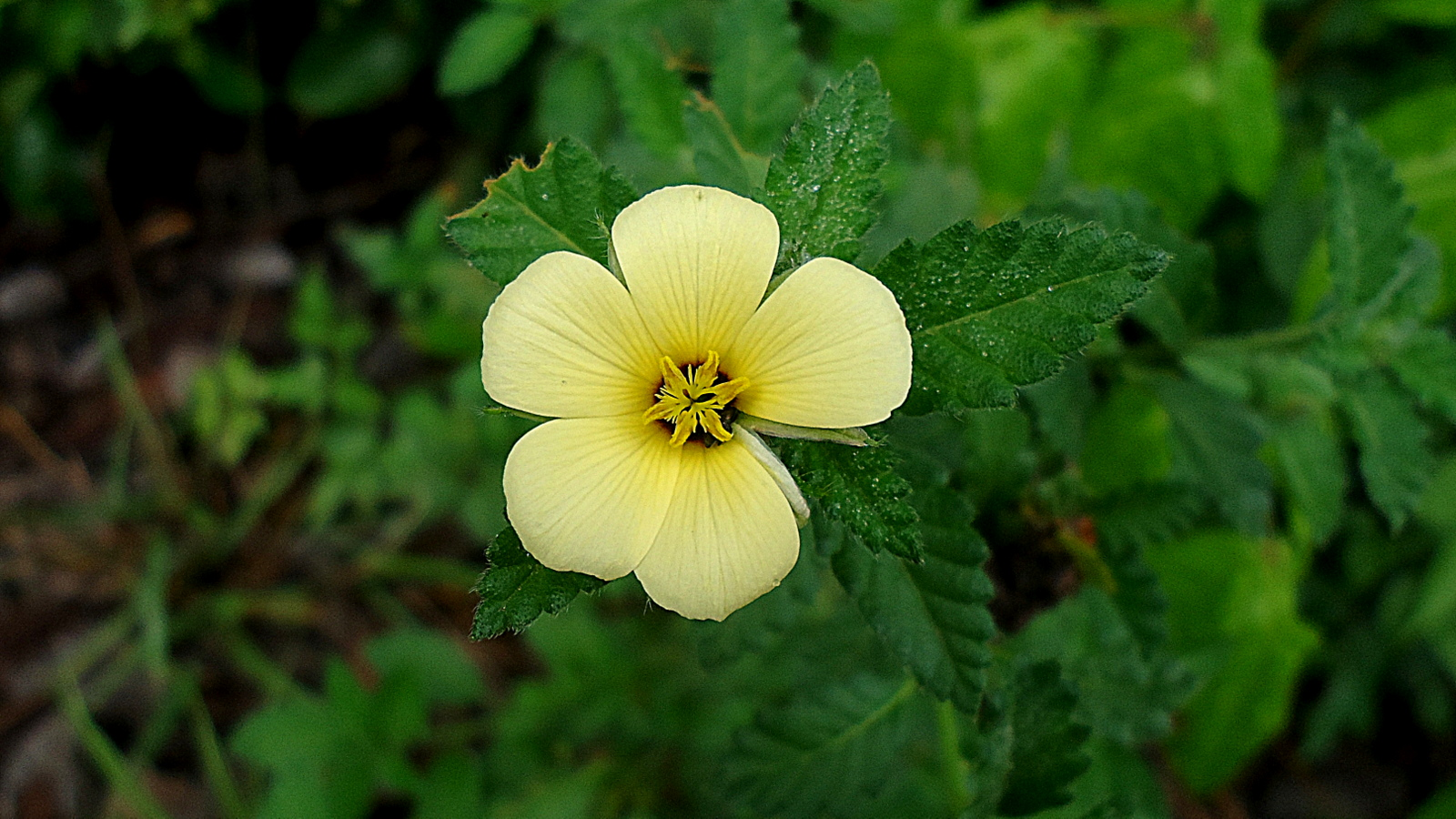
Turnera chamaedrifolia

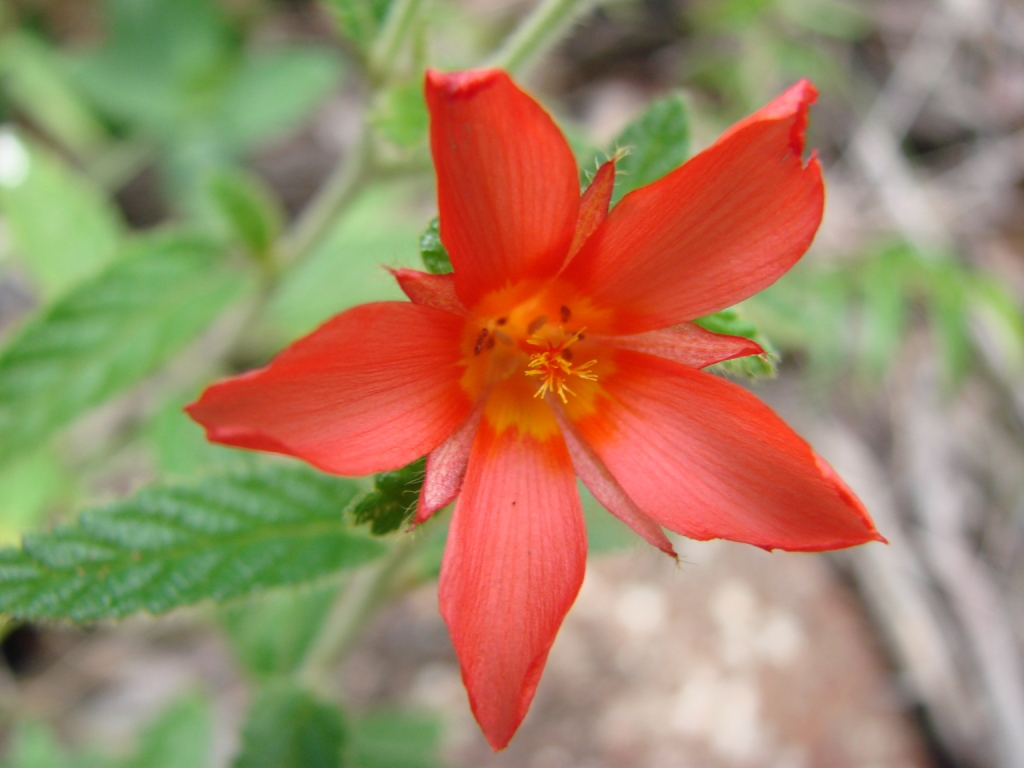
Turnera longiflora

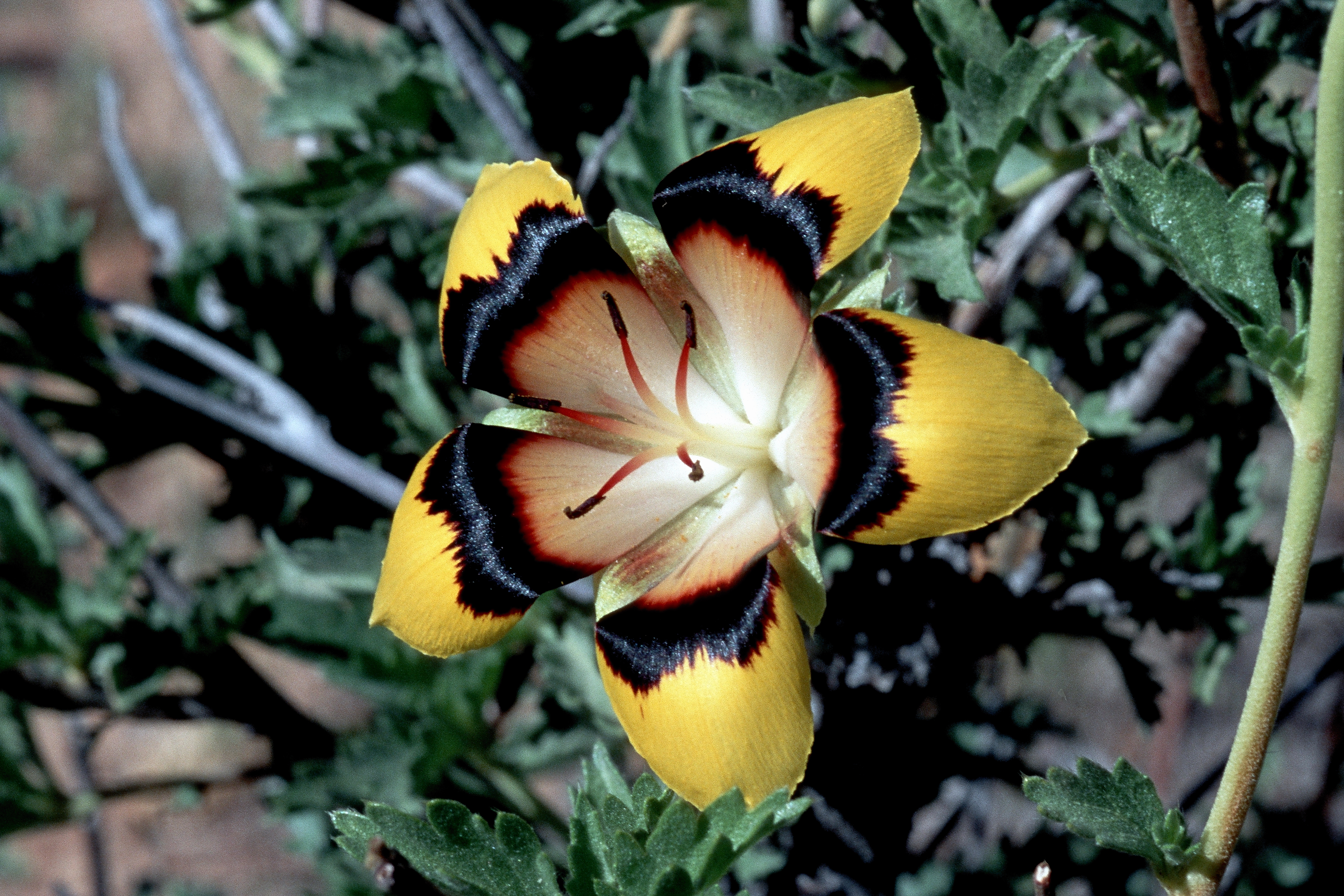
Turnera oculata

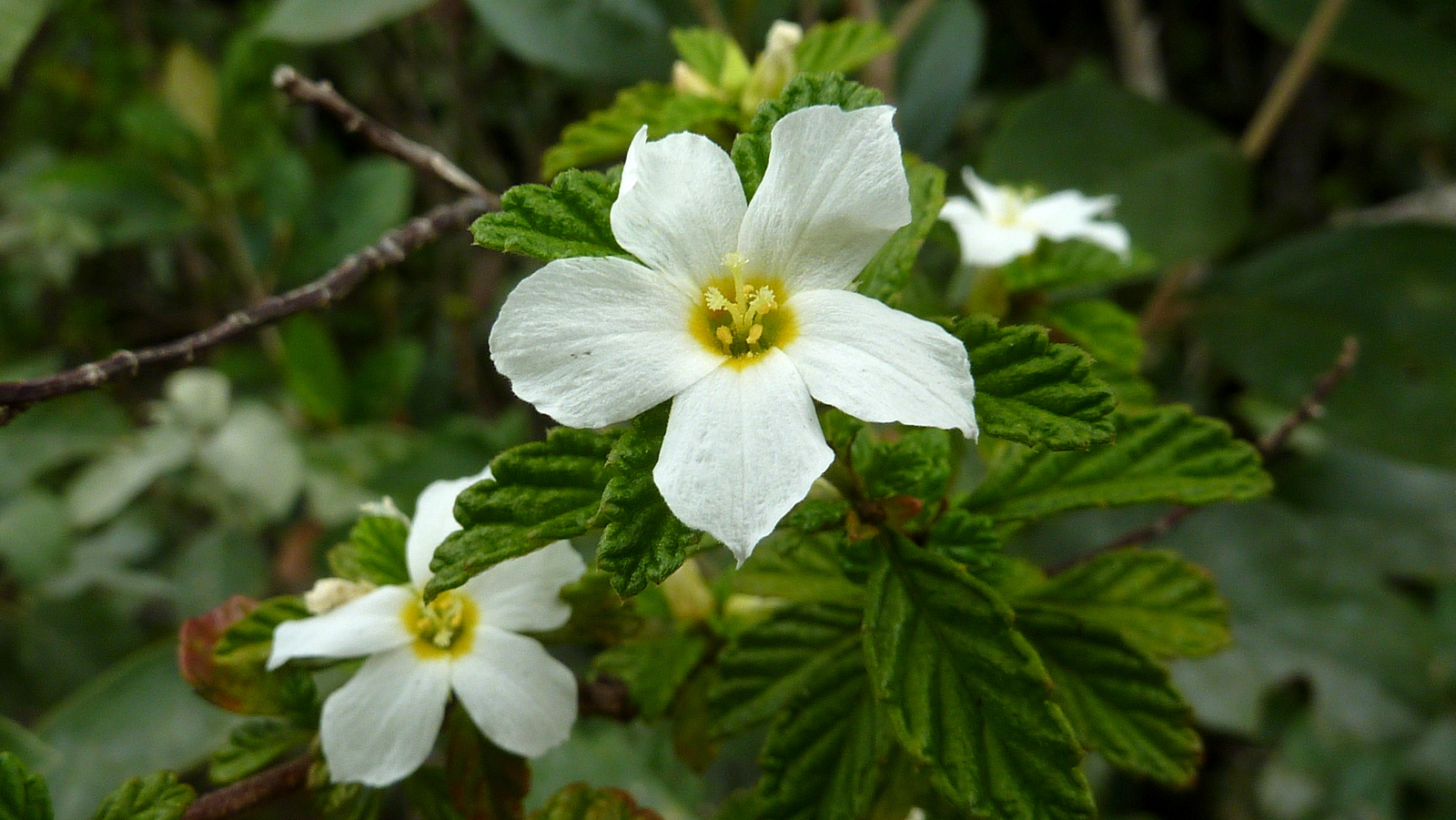
Turnera calyptrocarpa

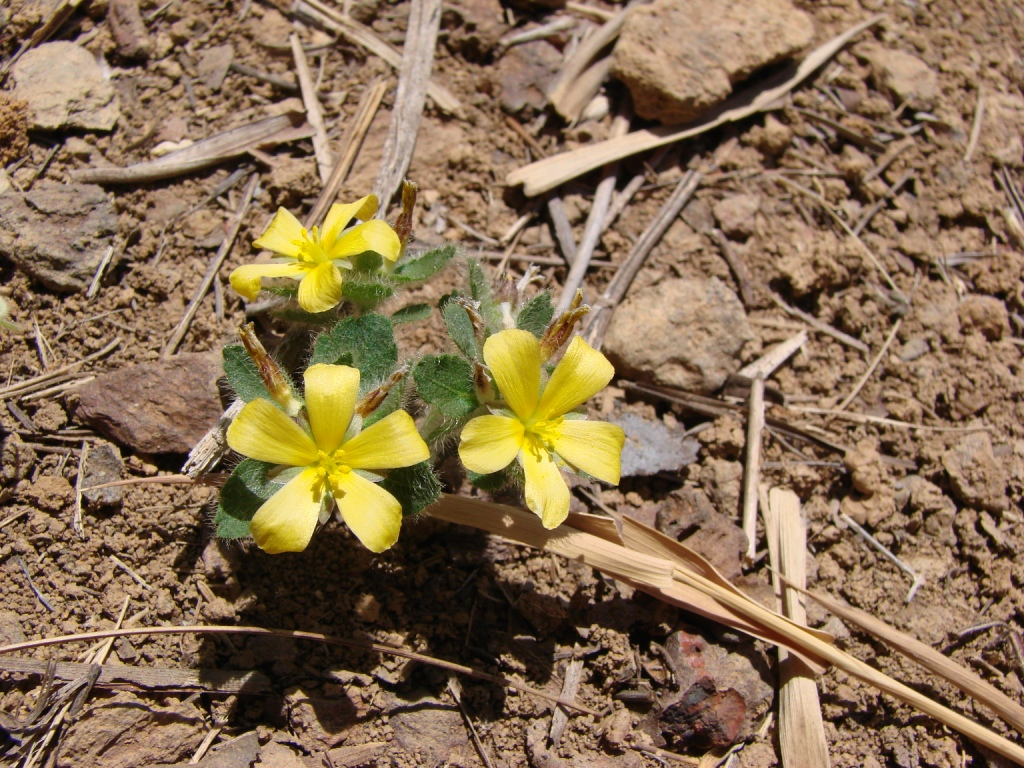
Turnera opifera

Theo Thực vật chí thế giới trực tuyến (WFO), tính đến nay có 147 loài, 13 thứ và 2 phân loài trong chi Đông hầu đã được công nhận:
- Turnera acaulis Griseb.
- Turnera acuta Willd. ex Schult.
- Turnera albicans Urb.
- Turnera amapaensis R.S.Cowan
- Turnera amazonica Arbo - Đông hầu Amazon
- Turnera angelicae Arbo
- Turnera annectens Arbo
- Turnera annularis Urb.
- Turnera arcuata Urb.
- Turnera arenaria (Urb.) Arbo
- Turnera argentea Arbo
- Turnera armata Urb.
- Turnera aromatica Arbo
- Turnera asymmetrica Arbo
- Turnera aurantiaca Benth. - Đông hầu cam
- Turnera aurelii Arbo
- Turnera bahiensis Urb. - Đông hầu Bahia
  - Turnera bahiensis var. bahiensis Urb.
- Turnera benthamiana M.R.Schomb.
- Turnera blanchetiana Urb.
  - Turnera blanchetiana var. blanchetiana Urb.
- Turnera brasiliensis Willd. ex Schult. - Đông hầu Brazil
  - Turnera brasiliensis var. breviflora Urb.
- Turnera breviflora Moura
- Turnera caatingana Arbo
- Turnera callosa Urb.
- Turnera calyptrocarpa Urb.
- Turnera campaniflora Arbo, Shore & S.C.H.Barrett
- Turnera candida Arbo - Đông hầu hoa trắng
- Turnera capitata Cambess.
  - Turnera capitata subsp. capitata Cambess.
- Turnera castilloi Arbo
- Turnera cearensis Urb.
- Turnera chamaedrifolie Cambess.
- Turnera chrysocephala Urb.
- Turnera cicatricosa Arbo
- Turnera cipoensis Arbo
- Turnera clauseniana Urb.
- Turnera coccinea Arbo
- Turnera coerulea Sessé & Moc. ex DC. - Đông hầu tím
- Turnera collotricha Arbo
- Turnera concinna Arbo
- Turnera coriacea Urb.
  - Turnera coriacea var. coriacea Urb.
  - Turnera coriacea var. solium Arbo
- Turnera crulsii Urb.
- Turnera cuneiformis Poir.
- Turnera curassavica Urb.
- Turnera dasystyla Urb.
- Turnera dasytricha Pilg.
- Turnera diamantinae Arbo
- Turnera dichotoma Gardner ex Hook.
- Turnera diffusa Willd. ex Schult. - Đông hầu damiana, thấu nạp
- Turnera discolor Urb.
- Turnera discors Arbo
- Turnera dolichostigma Urb.
- Turnera elliptica Urb.
- Turnera emendata Arbo
- Turnera fernandezii Arbo
- Turnera fissifolia Arbo
- Turnera foliosa Urb.
- Turnera gardneriana Arbo
- Turnera genistoides Cambess.
- Turnera glabrata Arbo
- Turnera glaziovii Urb.
- Turnera gouveiana Arbo
- Turnera grandidentata Arbo
- Turnera grandiflora (Urb.) Arbo
- Turnera guianensis Aubl. - Đông hầu Guiana
- Turnera harleyi Arbo
- Turnera hassleriana Urb.
- Turnera hatschbachii Arbo
- Turnera hebepetala Urb.
- Turnera hermannioides Cambess.
- Turnera hilaireana Urb.
  - Turnera hilaireana var. lanceolata (Cambess. ex St Hil) Urb.
  - Turnera hilaireana var. oblongifolia (Cambess. ex St Hil) Urb.
- Turnera hindsiana Benth.
- Turnera huberi Arbo
- Turnera humilis Arbo
- Turnera ignota Arbo
- Turnera incana Cambess.
- Turnera involucrata Arbo
- Turnera iterata Arbo
- Turnera jobertii Arbo
- Turnera joelii Arbo
- Turnera krapovickasii Arbo
- Turnera kuhlmanniana Arbo
- Turnera laciniata Arbo
- Turnera lamiifolia Cambess.
- Turnera lanceolata Cambess.
- Turnera leptosperma Urb.
- Turnera lineata Urb.
- Turnera longiflora Cambess. - Đông hầu hoa đỏ
- Turnera longipes Triana ex Urb.
- Turnera lucida Urb.
- Turnera luetzelburgii Sleumer
  - Turnera luetzelburgii var. luetzelburgii Sleumer
- Turnera macrophylla Urb.
- Turnera maigualidensis J.R.Grande & Arbo
- Turnera maracasana Arbo
- Turnera marmorata Urb.
- Turnera melanorhiza Urb.
- Turnera melochia Triana & Planch.
- Turnera melochioides Cambess.
  - Turnera melochioides var. genuina Urb.
- Turnera nervosa Urb.
- Turnera oblongifolia Cambess.
- Turnera oculata Story - Đông hầu sa mạc
  - Turnera oculata var. paucipilosa Oberm.
- Turnera odorata Rich.
- Turnera opifera Mart.
- Turnera orientalis (Urb.) Arbo
- Turnera panamensis Urb. - Đông hầu Panama
- Turnera paradoxa Arbo
- Turnera paruana Arbo
- Turnera patens Arbo
- Turnera pernambucensis Urb. - Đông hầu Pernambuco
- Turnera pinifolia Cambess.
- Turnera pohliana Urb.
- Turnera prancei Arbo
- Turnera princeps Arbo
- Turnera pumilea L. - Đông hầu Jamaica
- Turnera purpurascens Arbo
- Turnera reginae Arbo
- Turnera revoluta Urb.
- Turnera riedeliana Urb.
- Turnera rosulata Arbo - Đông hầu hoa hồng
- Turnera rubrobracteata Arbo
- Turnera rupestris Aubl.
- Turnera sancta Arbo
- Turnera scabra Millsp.
- Turnera schomburgkiana Urb.
- Turnera serrata Vell.
  - Turnera serrata var. schwackei Glaz.
- Turnera sidoides L.
  - Turnera sidoides var. herteriana Urb.
- Turnera simulans Arbo
- Turnera stachydifolia Urb. & Rolfe
  - Turnera stachydifolia var. stachydifolia Urb. & Rolfe
- Turnera stenophylla Urb.
- Turnera steyermarkii Arbo
- Turnera stipularis Urb.
- Turnera subnuda Urb.
- Turnera subulata Sm. - Đông hầu trắng, đông hầu kem, dừa kem
- Turnera tapajoensis Moura
- Turnera tenuicaulis Urb.
- Turnera thomasii (Urb.) Story - Đông hầu Thomas
- Turnera triglandulosa Millsp.
- Turnera trigona Urb.
- Turnera uleana Urb.
- Turnera ulmifolia L. - Đông hầu, đông hầu vàng
  - Turnera ulmifolia var. angustifolia (Mill.) DC.
  - Turnera ulmifolia var. surinamensis Urb.
- Turnera urbanii Arbo
- Turnera vallisii Arbo
- Turnera velutina C.Presl
- Turnera venezuelana Arbo - Đông hầu Venezuela
- Turnera venosa Urb.
- Turnera vicaria Arbo
- Turnera violacea Brandegee
- Turnera waltherioides Urb.
- Turnera weddelliana Urb. & Rolfe
  - Turnera weddelliana var. normalis Kuntze
- Turnera zeasperma C.D.Adams & V.Bean

## Các loài trước đây
- Piriqueta cistoides (L.) Griseb. (T. cistoides L. hay T. tomentosa Willd.)
- Piriqueta racemosa (Jacq.) Sweet (T. ovata Bello hay T. racemosa Jacq.)[10]